# Рене Гаусман
Рене Гаусман (ісп. René Houseman; 19 липня 1953, Ла-Банда — пом.22 березня 2018, Буенос-Айрес) — аргентинський футболіст, що грав на позиції правого півзахисника та нападника. Відомий виступами переважно за аргентинські клуби. Найбільш відомий як один із кращих гравців та бомбардирів за всю історію столичного «Уракана», з відомих аргентинських клубів грав також за «Рівер Плейт» та «Індепендьєнте» з Авельянеди. ніколи не грав у Європі, обмежившись виступами за чилійський «Коло-Коло» та південноафриканський (часів апартеїду) «АмаЗулу». У складі збірної Аргентини грав на двох чемпіонатах світу, в тому числі став чемпіоном світу на домашньому для аргентинців чемпіонаті світу 1978 року. За свою футбольну техніку, яку він виявляв, граючи переважно на правому краю атаки, та схільність до алкоголізму, футболіст у деяких засобах масової інформації названий «аргентинським Джорджем Бестом».

## Клубна кар'єра
У дорослому футболі Рене Гаусман дебютував 1971 року виступами за команду клубу «Дефенсорес де Бельграно», в якій провів два сезони, взявши участь у 38 матчах чемпіонату, та виграв із командою першість Аргентинської Примери С, вийшовши у вищий за класом дивізіон.
Своєю грою за цю команду привернув увагу представників тренерського штабу клубу вищого аргентинського «Уракан», у тому числі головного тренера клубу Луїса Менотті, майбутнього головного тренера аргентинської збірної, до складу якого приєднався 1973 року. У складі «Уракана» тривалий час був не просто основним гравцем команди, а одним із самих технічних футболістів. Зі слів його партнерів по команді, сам Гаусман не знав, яка нога в нього є робочою, окрім того, він умів демонструвати на полі найдивовижніші фінти. Він став одним із ключових футболістів, які зуміли виграти Чемпіонат Метрополітано в 1973 році, а згідно з частиною джерел, разом ще з кількома футболістами «Уракана» Гаусман підписав у 1973 році петицію про повернення до влади генерала Перона.
У 1981 році футболіст вирішив стати гравцем іншого столичного аргентинського клубу «Рівер Плейт», проте в команді грав лише рік. Кар'єра футболіста поступово йшла на спад, переважно у зв'язку із тим, що він зловживав алкоголем. наступним клубом Гаусмана став чилійський «Коло-Коло», в якому він грав також лише рік. Далі два роки кар'єри футболіст присвятив південноафриканському «АмаЗулу», проте в цей час клуби ПАР знаходились в ізоляції через політику апартеїду, тому візит до Африки не можна вважати вдалим для Гаусмана. Останнім успіхом футболіста став виграш із «Індепендьєнте» з Авельянеди Кубка Лібертадорес у 1984 році, проте він вже не був у команді основним гравцем. Наступного, 1985 року, Гаусман став гравцем нижчолігового клубу «Екскурсьоністас», де і завершив професійну ігрову кар'єру в цьому році.
Помер Рене Гаусман 22 березня 2018 року в Буенос-Айресі.

## Виступи за збірну
1973 року Рене Гаусман дебютував в офіційних матчах у складі національної збірної Аргентини. Протягом кар'єри у національній команді, яка тривала 7 років, провів у формі головної команди країни 55 матчів, забивши 13 голів.
У складі збірної був учасником чемпіонату світу 1974 року у ФРН, де був одним із її кращих гравців, тричі відзначившись забитими м'ячами. Аргентинська збірна на цьому турнірі виступила невдало, проте за колишні заслуги Сесар Луїс Менотті вирішив включити Гаусмана до заявки на чемпіонату світу 1978 року, який відбувся на батьківщині гравця. У ході турніру, щоправда, відношення головного тренера до Гаусмана значно змінилось — якщо перші матчі турніру він розпочинав у основі команди, то пізніше він або починав матч із лави запасних, виходячи на заміну, або взагалі пропускав деякі важливі матчі (зокрема, зі збірною Бразилії). У фіналі чемпіонату зі збірною Нідерландів Гаусман також вийшов на заміну лише в другому таймі матчу. Причиною цього сам футболіст вважає те, що на час чемпіонату він знаходився у поганій фізичній формі через помилки тренера збірної із фізпідготовки. Проте це не завадило Гаусману стати разом із усією аргентинською збірною чемпіоном світу з футболу, що стало найвищим досягненням у його футбольній кар'єрі.

## Титули і досягнення
- Чемпіон Аргентини (1):

«Уракан»: 1973 (М)
- Володар Кубка Ньютона: 1975, 1976
- Володар Кубка Фелікса Богато: 1976
- Володар Кубка Ліптона: 1976
- Володар Кубка Рамона Кастільйо: 1976, 1978
- Чемпіон світу (1):

1978
- Володар Кубка Лібертадорес: 1984